# Allra mest tecknat
Allra mest tecknat var ett svenskt barnprogram i formen av en talkshow, som sändes i SVT i fyra säsonger mellan 26 januari 2002 och 20 december 2003. Showen leddes av Allram Eest och hans DJ och assistent Tjet.

## Rollista
- Allram Eest – Petter Lennstrand
- Tjet – Gustav Funck
- Benkert – Thomas Lundqvist
- Blixten – Gustav Funck
- Norma – Sara Denward
- Sahlén – Thomas Lundqvist
- Habib – Sara Denward (spelades senare av Björn Carlberg)

## Gäster i urval
- The Ark
- Lena Philipsson
- Robert Gustafsson
- Méndez
- Grynet
- Björn Kjellman
- Fläskkvartetten
- Roger Pontare
- Carola
- Björn Skifs
- Yngwie Malmsteen